# جينا فولتون
جينا فولتون (بالإنجليزية: Gina Fulton)‏ هي متزلجة فنية بريطانية، ولدت في 13 فبراير 1971 في درم في المملكة المتحدة.

## وصلات خارجية
- جينا فولتون على موقع أوليمبيديا (الإنجليزية)